# Coupe du monde de saut à ski 1998-1999
Navigation
Édition précédente Édition suivante
L'édition 1998/1999 de la coupe du monde de saut à ski est une compétition sportive internationale rassemblant les meilleurs athlètes mondiaux pratiquant le saut à ski. Elle s'est déroulée entre le 28 novembre 1998 et le 21 mars 1999 et a été remportée par l'Allemand Martin Schmitt suivi du Finlandais Janne Ahonen et du Japonais Noriaki Kasai.

## Classement général
| Rang | Nom               | Pays      | Points |
| ---- | ----------------- | --------- | ------ |
| 1    | Martin Schmitt    | Allemagne | 1753   |
| 2    | Janne Ahonen      | Finlande  | 1695   |
| 3    | Noriaki Kasai     | Japon     | 1598   |
| 4    | Kazuyoshi Funaki  | Japon     | 1589   |
| 5    | Hideharu Miyahira | Japon     | 935    |
| 6    | Sven Hannawald    | Allemagne | 896    |
| 7    | Andreas Widhoelzl | Autriche  | 833    |
| 8    | Stefan Horngacher | Autriche  | 813    |
| 9    | Masahiko Harada   | Japon     | 720    |
| 10   | Dieter Thoma      | Allemagne | 555    |

## Résultats
| Date             | Lieu                   | Vainqueur                                                                      | Deuxième                                                                                      | Troisième                                                                   |
| ---------------- | ---------------------- | ------------------------------------------------------------------------------ | --------------------------------------------------------------------------------------------- | --------------------------------------------------------------------------- |
| 28 novembre 1998 | Lillehammer            | Martin Schmitt                                                                 | Sven Hannawald                                                                                | Janne Ahonen                                                                |
| 29 novembre 1998 | Lillehammer            | Martin Schmitt                                                                 | Janne Ahonen                                                                                  | Kazuyoshi Funaki                                                            |
| 5 décembre 1998  | Chamonix               | Martin Schmitt                                                                 | Janne Ahonen                                                                                  | Kazuyoshi Funaki                                                            |
| 6 décembre 1998  | Chamonix               | Janne Ahonen                                                                   | Kazuyoshi Funaki                                                                              | Martin Schmitt                                                              |
| 8 décembre 1998  | Predazzo               | Martin Schmitt                                                                 | Kazuyoshi Funaki                                                                              | Noriaki Kasai                                                               |
| 12 décembre 1998 | Oberhof                | Andreas Widhoelzl                                                              | Martin Schmitt                                                                                | Sven Hannawald                                                              |
| 19 décembre 1998 | Harrachov              | Janne Ahonen                                                                   | Ronny Hornschuh                                                                               | Kazuyoshi Funaki                                                            |
| 20 décembre 1998 | Harrachov              | Janne Ahonen                                                                   | Noriaki Kasai                                                                                 | Andreas Widhoelzl                                                           |
| 30 décembre 1998 | Oberstdorf             | M.Schmitt                                                                      | Andreas Goldberger                                                                            | Noriaki Kasai                                                               |
| 1er janvier 1999 | Garmisch-Partenkirchen | Martin Schmitt                                                                 | Janne Ahonen                                                                                  | Noriaki Kasai                                                               |
| 3 janvier 1999   | Innsbruck              | Noriaki Kasai                                                                  | Janne Ahonen                                                                                  | Hideharu Miyahira                                                           |
| 6 janvier 1999   | Bischofshofen          | Andreas Widhoelzl                                                              | Janne Ahonen                                                                                  | Hideharu Miyahira                                                           |
| 9 janvier 1999   | Engelberg              | Janne Ahonen                                                                   | Kazuyoshi Funaki                                                                              | Noriaki Kasai Martin Schmitt                                                |
| 10 janvier 1999  | Engelberg              | Kazuyoshi Funaki                                                               | Andreas Widhoelzl                                                                             | Noriaki Kasai                                                               |
| 16 janvier 1999  | Zakopane               | Stefan Horngacher                                                              | Janne Ahonen                                                                                  | Tommy Ingebrigtsen                                                          |
| 17 janvier 1999  | Zakopane               | Janne Ahonen                                                                   | Kazuyoshi Funaki                                                                              | Stefan Horngacher                                                           |
| 23 janvier 1999  | Sapporo                | Martin Schmitt                                                                 | Hideharu Miyahira                                                                             | Dieter Thoma                                                                |
| 24 janvier 1999  | Sapporo                | Kazuyoshi Funaki                                                               | Martin Schmitt                                                                                | Hideharu Miyahira                                                           |
| 29 janvier 1999  | Willingen              | Noriaki Kasai                                                                  | Martin Schmitt                                                                                | Kazuyoshi Funaki                                                            |
| 30 janvier 1999  | Willingen              | Japon - Kazuya Yoshioka - Hideharu Miyahira - Noriaki Kasai - Kazuyoshi Funaki | Autriche - Reinhard Schwarzenberger - Wolfgang Loitzl - Stefan Horngacher - Andreas Widhoelzl | Allemagne - Sven Hannawald - Hansjörg Jäkle - Dieter Thoma - Martin Schmitt |
| 31 janvier 1999  | Willingen              | Noriaki Kasai                                                                  | Andreas Widhoelzl                                                                             | Kazuyoshi Funaki                                                            |
| 7 février 1999   | Harrachov              | Janne Ahonen                                                                   | Lasse Ottesen                                                                                 | Jakub Suchacek                                                              |
| 4 mars 1999      | Kuopio                 | Martin Schmitt                                                                 | Kazuyoshi Funaki                                                                              | Noriaki Kasai                                                               |
| 6 mars 1999      | Lahti                  | Kazuyoshi Funaki                                                               | Reinhard Schwarzenberger                                                                      | Sven Hannawald                                                              |
| 9 mars 1999      | Trondheim              | Noriaki Kasai                                                                  | Stefan Horngacher                                                                             | Masahiko Harada                                                             |
| 11 mars 1999     | Falun                  | Martin Schmitt                                                                 | Hideharu Miyahira                                                                             | Masahiko Harada                                                             |
| 14 mars 1999     | Oslo                   | Noriaki Kasai                                                                  | Martin Schmitt                                                                                | Kazuyoshi Funaki                                                            |
| 19 mars 1999     | Planica                | Martin Schmitt                                                                 | Kazuyoshi Funaki                                                                              | Christof Duffner                                                            |
| 20 mars 1999     | Planica                | Hideharu Miyahira                                                              | Martin Schmitt                                                                                | Noriaki Kasai                                                               |
| 21 mars 1999     | Planica                | Noriaki Kasai                                                                  | Hideharu Miyahira                                                                             | Martin Schmitt                                                              |

## Liens & Source
Résultats Officiels FIS